# Northern Neck

Mapa de Virginia con la región Northern Neck mostrada en rojo

El Northern Neck es la península más septentrional de las tres peninsulares (tradicionalmente llamadas "cuellos" en Virginia) en la costa occidental de la Bahía de Chesapeake en la Mancomunidad de Virginia (las otras dos son la Península Middle y la Península de Virginia). Esta península está delimitada por el río Potomac en el norte y el río Rappahannock en el sur. Abarca los siguientes condados de Virginia: Lancaster, Northumberland, Richmond y Westmoreland.
La inclusión del condado de King George en Northern Neck varía entre los comentaristas. Históricamente, la concesión del Northern Neck incluía toda la tierra entre los ríos Rappahannock y Potomac, incluso aguas arriba del condado de King George, unos 5 millones de acres. Los límites de los condados de King George y Westmoreland han cambiado radicalmente desde su establecimiento, con importantes intercambios de territorio. Partes significativas del primer condado de King George yacían en lo que ahora es el condado de Westmoreland.